# 卡特林 (伊利諾伊州)
卡特林（英語：Catlin）是位於美國伊利諾伊州弗米利恩縣的一個村落。

## 地理
卡特林的座標為40°03′59″N 87°42′24″W / 40.06639°N 87.70667°W，而該地最高點為海拔高度201米（即659英尺）。

## 人口
根據2010年美國人口普查的數據，卡特林的面積為2.17平方千米，當中陸地面積為2.16平方千米，而水域面積為0.01平方千米。當地共有人口2040人，而人口密度為每平方千米940人。